# 1-十一醛
1-十一醛，又称 正十一醛，是一种 有机化合物 ，化学式 C10H21CHO。 它是一种有11个碳原子的 醛，是一种无色油状液体。 1-十一醛是香水的成分。尽管它天然存在于柑桔油中，但它是通过1-癸烯的氢甲酰化反应商业生产的。 
它在二氯甲烷中可以被N-三氟硫基二乙胺氟化，得到1,1-二氟十一烷。在三苯基膦的存在下，它和四溴化碳反应，可以得到1,1-二溴十一烯。